# کرایگ پلوو
کرایگ پلوو (به انگلیسی: Craig Pellowe) ژیمناست زادهٔ ۳۰ اکتبر ۱۹۷۸ میلادی اهل کشور بریتانیا است.